# Rabies
Rabies (även lyssa eller vattuskräck) är en virussjukdom som orsakar akut hjärninflammation hos människor och andra varmblodiga djur. Rabies orsakas av lyssavirus, vilket betraktas som det farligaste viruset i världen. Tidiga symptom på rabies innefattar bland annat feber och pirrningar vid exponeringsplatsen. Dessa symptom följs sedan av en eller flera av följande: okontrollerade våldsamma rörelser (spasmer), upphetsning, så kallad "vattenskräck" (oförmåga att svälja vätska), förvirring, förlamning, och medvetandeförlust. Efter att symptomen uppstått, leder rabies nästan alltid till döden. Tiden mellan exponering och symptomdebut är vanligen mellan en och tre månader. Dock kan det variera från under en vecka till över ett år. Längden på inkubationstiden beror på avståndet som viruset måste förflytta sig för att nå centrala nervsystemet.
Rabies överförs till människor från andra djur. Rabies kan överföras när ett infekterat djur river eller biter ett annat djur eller en människa. Saliv från ett infekterat djur kan också bära rabiessmitta till en ny värd om saliven kommer i kontakt med slemhinna hos människa eller djur. De flesta fall av rabies hos människor sker till följd av hund- eller kattbett. Över 99 % av rabiesfall i länder där hundar och katter vanligen bär på rabies är orsakade av bett från dessa. I Nord- och Sydamerika är fladdermöss de vanligaste värddjuren för rabies, och i färre än 5 % av fallen sker smittöverföringen från hundar och katter. Gnagare är mycket sällan infekterade av rabies. Rabiesviruset rör sig till hjärnan genom att följa perifera nerver. Sjukdomen kan endast diagnostiseras då symptom uppstått.
Djurkontroller och vaccinationsprogram har minskat risken att drabbas av rabies från hundar i ett antal av världens regioner. Immunisering av människor innan de exponeras är rekommenderat då det finns en förhöjd risk att utsättas. Högriskgrupper inkluderar bland annat de som arbetar med fladdermöss eller de som tillbringar längre tid i ett område av världen där rabies är vanligt förekommande. Hos människor som har utsatts för rabies kan rabiesvaccin och i vissa fall rabiesimmunoglobuliner vara effektivt skydd om individen genomgår behandling före symptomdebut. I viss mån verkar tvättning/rensning av bett och rivsår skydda om det sker i 15 minuter med hjälp av tvål och vatten, povidonjod, eller detergent, vilket verkar kunna oskadliggöra viruset. Endast ett fåtal människor har överlevt rabiesinfektion utan att ha vaccinerats, och då endast med omfattande behandling enligt Milwaukeeprotokollet.
Rabies orsakar enligt världshälsoorganisationen WHO, mellan 26 000 och 55 000 dödsfall globalt per år varav ca 40% av de som drabbas är barn under 15 år.  Mer än 95 % av dödsfallen sker i Asien och Afrika. Rabies finns i över 150 länder och på alla kontinenter utom Antarktis. Över 3 miljarder människor lever i regioner av världen där rabies kan påträffas. I större delen av Europa och Australien finns rabies endast hos fladdermöss. I många mindre önationer finns inte rabies överhuvudtaget.

## Symptom och mekanismer
Patienten dör när de områden i hjärnan som styr andningen och hjärtat drabbas. Det finns idag ett effektivt vaccin utvecklat mot rabies, vilket ges i förebyggande syfte till utsatta yrkesgrupper. Om vaccinet ges tidigt (helst inom 2 dagar från dess att man blivit biten av ett djur) till infekterade individer kan sjukdomsförloppet stoppas. Det första effektiva vaccinet gjordes av Louis Pasteur år 1885.
Rabies kan orsakas av flera olika så kallade neurotropa virus, varav de flesta tillhör familjen rhabdoviridae. Sjukdomsförloppet börjar med att virus, som ofta överförts via bett, infekterar och förökar sig i människokroppens vävnader. Viruset når till slut fram till det centrala nervsystemet via perifera motoriska nerver, vilket ger upphov till encefalit – hjärninflammation – samt de traditionella neurologiska symtomen som är associerade till sjukdomen.

## Utbredning

Rabiesfria områden (grönt) i januari 2010.

Till rabiesfria länder räknas bland andra Sverige, Norge, Island, Storbritannien, Australien, Nya Zeeland och Japan. Smittan är relativt vanligt förekommande i Östeuropa men ovanlig i övriga Europa. I Afrika, Asien och Nord- och Sydamerika är sjukdomen tämligen allmän. Globalt sett är hund den främsta smittöverföraren, men andra viktiga smittkällor är räv, fladdermus, katt, varg, apor och tvättbjörn.

## Sverige
Sverige är fritt från klassisk rabies sedan 1886. I Sverige har antikroppar mot fladdermusrabies, men inte virus, påvisats hos enstaka vattenfladdermöss. Från 1970-talet och framåt har två personer vårdats på svenskt sjukhus för rabies. Det första fallet var en man som smittades i Indien år 1974 och som insjuknade efter återkomsten till Sverige. Det andra fallet var en kvinna som insjuknade under sommaren år 2000 efter att ha smittats i Thailand. Båda hade blivit bitna av smittade hundar och båda patienterna avled.
Rabies klassificeras enligt smittskyddslagen i Sverige som en allmänfarlig sjukdom. Djur omfattas av epizootilagen.

## Milwaukeeprotokollet
Rabiesbehandling enligt Milwaukeeprotokollet går ut på att patienten försätts i en kontrollerad form av koma. Syftet med detta är att skydda patienten från dess egen hjärna och ge immunförsvaret mer tid att bekämpa viruset. Metoden har enbart lyckats i ett fåtal fall, men är idag den enda behandling som kan ge hopp åt ovaccinerade patienter som börjat få symptom på sjukdomen (vilket så gott som alltid innebär en dödsdom).